# Enea Sbarretti
Pour les articles homonymes, voir Sbarretti.
Enea Sbarretti (né le 27 janvier 1808 à Spolète, dans l'actuelle province de Pérouse, en Ombrie, alors dans les États pontificaux et mort le 1er mai 1884 à Rome) est un cardinal italien du XIXe siècle.

## Biographie
Enea Sbarretti exerce diverses fonctions au sein de la Curie romaine, notamment auprès de la Congrégation des évêques et de la Congrégation pour la doctrine de la foi.  
Le pape Pie IX le crée cardinal lors du consistoire du 12 mars 1877.
Le cardinal Sbarretti est préfet de l'économie de la Congrégation pour la Propaganda Fide. Il participe au conclave de 1878, lors duquel Léon XIII est élu.

## Sources
- Fiche du cardinal Enea Sbarretti sur le site fiu.edu